# Mobile-Business
Mobile Business (auch M-Business) bezeichnet jede Art von geschäftlicher Transaktion, bei der die Transaktionspartner im Rahmen von Leistungsanbahnung, -vereinbarung oder -erbringung elektronische Kommunikationstechnologie in Verbindung mit mobilen Endgeräten einsetzen.
Dieser Begriff wurde vom verwandten Begriff des Electronic Business abgeleitet, der durch eine IBM-Werbekampagne in den 1990er-Jahren populär wurde.
Ursprünglich wurde Electronic Business als "Electronic-Commerce im weiteren Sinne" bezeichnet, dementsprechend kann Mobile Business als "Mobile-Commerce im weiteren Sinne" verstanden werden. Nähere Differenzierung kann wie folgt unternommen werden:
Der Begriff "Business" beinhaltet nicht nur kommerzielle (Kauf/Verkauf von Waren und Dienstleistungen), sondern alle Aspekte des geschäftlichen Alltags (z. B. die Betreuung von Personal, Kunden und Geschäftspartnern). Damit kann "Business" auch unentgeltliche Dienstleistungen beinhalten. Anhand dieses Leitfadens lassen sich die Begriffe Electronic- und Mobile Business von den jeweils verwandten Begriffen Electronic- und Mobile-Commerce besser abgrenzen. (Quelle: Buse / Tiwari, 2006).